# Sotae-myeon
Sotae-myeon (koreanska: 소태면) är en socken i den centrala delen av Sydkorea, 90 km sydost om huvudstaden Seoul. Den ligger i kommunen Chungju i provinsen Norra Chungcheong.